# Теорема (фильм)
«Теорема» (итал. «Teorema») — фильм Пьера Паоло Пазолини 1968 года по мотивам собственного произведения.
Фильм, который допустимо интерпретировать в качестве марксистской притчи, религиозной аллегории (еретическая переработка христологических мотивов), урока психоанализа и попытки современного мифотворчества. В последствии Пазолини переработал сценарий и находки, сделанные в фильме, в текст одноимённого романа. Пазолини иллюстрирует его излюбленный тезис (теорему) о тождестве христианского вероучения, революционно-антибуржуазной проповеди и сексуального влечения.

## Сюжет
Беззвучные сцены в тонах сепии представляют зрителю главных героев — семейство миланского фабриканта, ведущее пресную, растительную жизнь. Декорации — безликие промышленные пейзажи в традиции «Красной пустыни». Внезапно этот мир преображается вторжением цвета и звука. На вечеринку прибывает почтальон Анджелино («Ангелочек») с телеграммой о приезде безымянного гостя (Теренс Стэмп). За время пребывания в доме фабриканта немногословный гость с небесно-голубыми глазами совращает всех его обитателей — служанку из крестьян, сына, дочь, мать и даже самого отца.
Название фильма оправдывает геометрическая точность его построения. Многие сцены (обед на вилле, прибытие почтальона) повторяются дважды; строгой симметрии подчинена и сама вилла. В том же порядке, в каком происходит совращение героев, следуют их задушевные разговоры с таинственным незнакомцем. Домочадцы общаются не друг с другом, а почти исключительно с гостем. Когда он по неизвестным причинам оставляет город, жители дома тяжело ощущают пустоту своей жизни и пытаются заполнить её самым нелепым образом:
- Сын, пытаясь вернуть гостя, воссоздаёт его на своих бездарных полотнах в манере Фр. Бэкона[3].
- Мать нанимает молодых любовников, внешне напоминающих героя Стэмпа.
- У дочери развивается кататонический синдром.
- Отец теряет интерес к бизнесу, отдаёт завод рабочим и скидывает с себя одежду посреди людного вокзала. В последних кадрах фильма он издаёт вопль отчаяния на безжизненных склонах Этны (которые у Пазолини зачастую символизируют буржуазное общество).
- Служанка видит в себе христианскую мученицу, впадает в аскезу, возносится над домом и просит, чтобы её живой закопали в землю.

«Смысл фильма, грубо говоря, таков: представитель буржуазии, что бы он ни делал, всегда не прав… все, что бы он ни сделал, каким бы искренним, глубоким и благородным это ни было, всегда сделано не так» — так в марксистском духе интерпретировал сюжет сам режиссёр.
Сочувственно изобразил он только «преображение» служанки Эмилии — по своему социальному статусу она не принадлежит к ненавидимому им среднему классу и потому может рассчитывать на спасение.

## Толкования

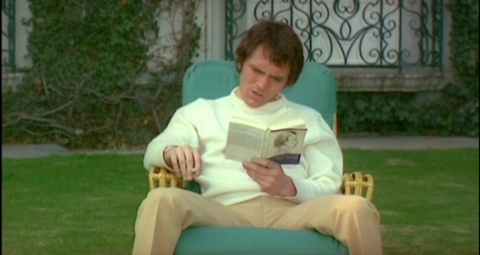
Теренс Стэмп в роли Посетителя. Кадр из фильма

- Пьер Паоло Пазолини: «В общих чертах, я превратил Теренса Стэмпа в метафизического небожителя. В нём можно видеть дьявола, а можно — сочетание бога с дьяволом. Важно то, что он представляет нечто столь же неподдельное, сколь и неодолимое»[5].
- Питер Бонданелла: «Что если бы бог (или иная форма небесного создания) объявился посреди семейства среднего класса, завязал отношения со всеми его членами и затем убыл восвояси? Предлагаемый Пазолини ответ однозначен: домочадцы-обыватели, осознав пустоту своей жизни, разрушили бы себя изнутри»[4].
- Миллисент Джой Маркус: «После отъезда гостя каждый из домочадцев разлагает себя, пародируя тот идеал самореализации, который вызвал в их сознании пришелец… Метафизическая теорема исполнения желания и саморазрушения объединяет всех героев фильма. Гость кристаллизует их самые сокровенные желания, но в его отсутствие они не могут реализовать их. Он показал семейству неодолимую, ужасную истину и оставил их без средств к её достижению»[5].
- В лакановском толковании незнакомца следует воспринимать как высшее фантазийное воплощение нехватки, которая всегда стоит у истоков желания:[6] «Магнетическая сексапильность незнакомца и традиционная для Пазолини тема священности низших слоёв общества… ведут к беспощадному изобличению пустоты обывательского существования, экзистенциального вакуума за шикарным фасадом лицемерия… Ни один из персонажей не в состоянии побороть летальные чары пустоты, вскрытой отбытием гостя. Их реакция на его отъезд иллюстрирует функционирование влечения к смерти»[6].

## В ролях
- Сильвана Мангано — Люсия, мать
- Теренс Стэмп — Посетитель
- Массимо Джиротти — Паоло, отец
- Анна Вяземски — Одетта, дочь
- Лаура Бетти — Эмилия, служанка (кубок Вольпи за лучшую женскую роль на 29-м Венецианском кинофестивале)
- Нинетто Даволи — Анджелино
- Андрес Хосе Крус Сублетт — Пьетро, сын
- Карло Де Мейо — мальчик
- Аделе Камбрия — Эмилия, вторая служанка
- Луиджи Барбини — мальчик на станции
- Джованни Иван Скратулья — второй мальчик

## Реакция
Фильм получил приз Международной католической кинослужбы в Венеции, однако Святой Престол через газету L'Osservatore Romano дезавуировал это решение.
Фильм подвергся аресту по обвинению в непристойности. Процесс по этому делу длился 3 месяца и закончился оправдательным вердиктом. Судья обосновал своё решение следующим образом: «Волнение, которое я испытал при просмотре, носило не сексуальный, а исключительно идеологический и мистический характер. Поскольку речь, бесспорно, идет о произведении искусства, оно не может быть непристойным».